# Indische Cricket-Nationalmannschaft in den West Indies in der Saison 2017
Die Tour der indischen Cricket-Nationalmannschaft in die West Indies in der Saison 2017 fand vom 23. Juni bis zum 9. Juli 2017 statt. Die internationale Cricket-Tour war Bestandteil der Internationalen Cricket-Saison 2017 und umfasste fünf ODIs und ein Twenty20. Indien gewann die ODI-Serie 3–1, die West Indies die Twenty20-Serie 1–0.

## Vorgeschichte
Die West Indies spielten zuvor eine Tour gegen Afghanistan, während Indien zuvor bei der ICC Champions Trophy 2017 spielte. Das letzte Aufeinandertreffen der beiden Teams bei einer Tour fand in der Saison 2016 in den West Indies statt.

## Stadien
Die folgenden Stadien wurden für die Tour vorgesehen und am 16. Mai 2017 bekanntgegeben.
| Stadt         | Land                | Stadion                     | Kapazität | Spiele         |
| ------------- | ------------------- | --------------------------- | --------- | -------------- |
| Kingston      | Jamaika             | Sabina Park                 | 20.000    | 5. ODI; 1. T20 |
| North Sound   | Antigua und Barbuda | Sir Vivian Richards Stadium | 10.000    | 3. & 4. ODI    |
| Port of Spain | Trinidad und Tobago | Queen’s Park Oval           | 25.000    | 1. & 2. ODI    |

## Kaderlisten
Indien benannte seine Kader am 15. Juni 2017.
Die West Indies benannten ihren ODI-Kader am 18. Juni und ihren Twenty20-Kader am 4. Juli 2017.
| ODI | ODI | Twenty20 | Twenty20 |
| West Indies | Indien | West Indies | Indien |
| --- | --- | --- | --- |
| - Jason Holder (K) - Sunil Ambris - Devendra Bishoo - Jonathan Carter - Roston Chase - Miguel Cummins - Kyle Hope - Shai Hope (wk) - Alzarri Joseph - Evin Lewis - Jason Mohammed - Ashley Nurse - Kieran Powell - Rovman Powell - Kesrick Williams | - Virat Kohli (K) - Ravichandran Ashwin - Shikhar Dhawan - MS Dhoni (wk) - Ravindra Jadeja - Kedar Jadhav - Dinesh Karthik - Bhuvneshwar Kumar - Hardik Pandya - Rishabh Pant - Ajinkya Rahane - Mohammed Shami - Yuvraj Singh - Kuldeep Yadav - Umesh Yadav | - Carlos Brathwaite (K) - Samuel Badree - Ronsford Beaton - Chris Gayle - Evin Lewis - Jason Mohammed - Sunil Narine - Kieron Pollard - Rovman Powell - Marlon Samuels - Jerome Taylor - Chadwick Walton (wk) - Kesrick Williams | - Virat Kohli (K) - Ravichandran Ashwin - Shikhar Dhawan - MS Dhoni (wk) - Ravindra Jadeja - Kedar Jadhav - Dinesh Karthik - Bhuvneshwar Kumar - Hardik Pandya - Rishabh Pant - Ajinkya Rahane - Mohammed Shami - Yuvraj Singh - Kuldeep Yadav - Umesh Yadav |

## One-Day Internationals

### Erstes ODI in Port of Spain
| 23. Juni Scorecard | Port of Spain | Indien 199-3 (39.2) | – | West Indies |
|                    |               | No Result           |   |             |

### Zweites ODI in Port of Spain
| 25. Juni Scorecard | Port of Spain | Indien 310-5 (43/43)        | – | West Indies 205-6 (43/43) |
|                    |               | Indien gewinnt mit 105 Runs |   |                           |

### Drittes ODI in North Sound
| 30. Juni Scorecard | North Sound | Indien 251-4 (50)          | – | West Indies 158 (38.1) |
|                    |             | Indien gewinnt mit 93 Runs |   |                        |

### Viertes ODI in North Sound
| 4. Juli Scorecard | North Sound | West Indies 189-9 (50)          | – | Indien 178 (49.4) |
|                   |             | West Indies gewinnt mit 11 Runs |   |                   |

### Fünftes ODI in Kingston
| 6. Juli Scorecard | Kingston | West Indies 205-9 (50)       | – | Indien 206-2 (36.5) |
|                   |          | Indien gewinnt mit 8 Wickets |   |                     |

## Twenty20 International in Kingston
| 9. Juli Scorecard | Kingston | Indien 190-6 (50)                 | – | West Indies 194-1 (18.3) |
|                   |          | West Indies gewinnt mit 9 Wickets |   |                          |